# Coelogyne yiii
Coelogyne yiii é uma espécie de orquídea epífita, família Orchidaceae, originária de Sarawak, Borneu.